# الدول الصغيرة والاتحاد الأوروبي

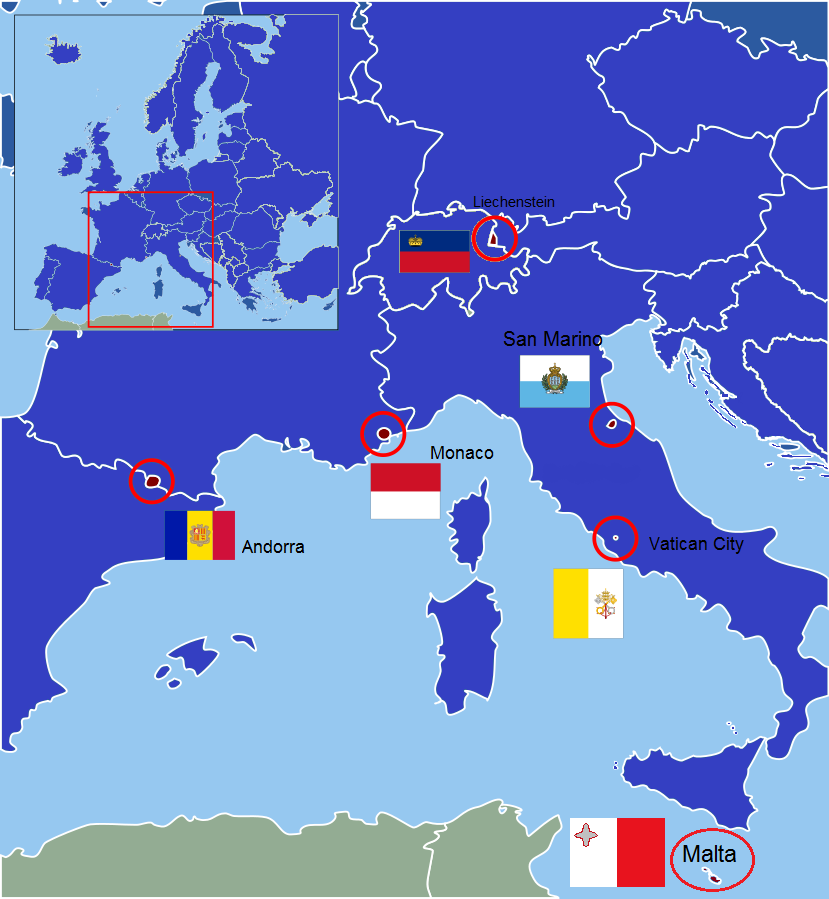
الدول الأوروبية الصغيرة

يوجد عدد من الدول الصغيرة في أوروبا، في حين لا يوجد إجماع واضح على الوحدات السياسية التي تعتبر دولًا صغيرة. يرى معظم العلماء أن أندورا وليختنشتاين وموناكو وسان مارينو ومدينة الفاتيكان أمثلة على هذه الدول. في الوقت نفسه، يشكك بعض الأكاديميين حتى في اعتبار الفاتيكان دولة حقيقية بحجة أنها لا تفي بالمعايير التقليدية للدولة وأن الوضع الخاص لمدينة الفاتيكان ربما يُنظر إليه بشكل أفضل على أنه وسيلة لضمان أن البابا يمكنه ممارسة وظائفه الروحية بحرية، وهو في هذا الصدد مشابه إلى حد بعيد لوظائف مقار المنظمات الدولية. وفقًا للتعريف النوعي للدول الصغرى الذي اقترحه دومينسكي (2014)، يمكن أيضًا النظر إلى الدول الصغيرة على أنها دول حديثة محمية، أي دول ذات سيادة، تمكنت من تفويض بعض سمات السيادة من جانب واحد إلى قوى أكبر في مقابل حماية حميدة لقدرتها السياسية والاقتصادية مقابل قيودها الجغرافية أو الديموغرافية. وبالفعل، فإن جميع الدول الأوروبية الصغيرة هي دول ذات سيادة تعمل في ارتباط وثيق (وطوعي) مع جارتها الأكبر. في الوقت الحالي، تتمتع جميع الدول الأوروبية الصغيرة بشكل من أشكال العلاقات مع الاتحاد الأوروبي.
تظل أندورا وليختنشتاين وموناكو وسان مارينو ومدينة الفاتيكان خارج الاتحاد، لأن الاتحاد الأوروبي لم يتم تصميمه مع وضع الدول الصغيرة في الاعتبار. أندورا، من حيث عدد السكان، هي الأكبر من بين الدول خمس وتضم 78,115 مواطنًا وفقًا لإحصاء عام 2011. دولتان صغيرتان أخريان، لوكسمبورغ ومالطا، عضوان كاملا العضوية في الاتحاد الأوروبي وكلاهما يسكنهما أكثر من 400,000 نسمة. يعتبر البعض آيسلندا دولة صغيرة، نظرًا لقلة عدد سكانها البالغ 320,060 نسمة اعتبارًا من أبريل 2012. وهي عضو في المنطقة الاقتصادية الأوروبية (EEA) من خلال رابطة التجارة الحرة الأوروبية (EFTA)، ومعترف بها كمرشح رسمي للانضمام إلى الاتحاد، على الرغم من تعليق المفاوضات. إذا انضمت أيسلندا لتصبح دولة عضو في الاتحاد الأوروبي، فستصبح أصغر دولة في الاتحاد الأوروبي من حيث عدد السكان، على الرغم من أنها تحتل المرتبة الثانية عشرة من حيث الحجم الجغرافي.

## حالة العلاقات
تستخدم أندورا وموناكو وسان مارينو ومدينة الفاتيكان اليورو من خلال الاتفاقيات النقدية مع الاتحاد الأوروبي، وتم منح هذه الدول الحق في إصدار عدد محدود من عملات اليورو المعدنية. من ناحية أخرى، تستخدم ليختنشتاين الفرنك السويسري.
ليختنشتاين عضو كامل في اتفاقية شنغن والرابطة الأوروبية للتجارة الحرة واتفاقية دبلن بشأن اللجوء وقد وقعت اتفاقية للمشاركة في اتفاقية بروم، في حين أن موناكو لها حدود مفتوحة مع فرنسا وتدار قوانين شنغن كما لو كانت جزءًا من فرنسا. سان مارينو ومدينة الفاتيكان، كلاهما جيوب داخل إيطاليا، لهما حدود مفتوحة مع إيطاليا وهما بحكم الواقع جزء من منطقة شنغن. لا يمكن للدول الصغيرة إصدار تأشيرات شنغن.  لا يوجد لدى أي منها أي مطار، ولكن جميعها بها مهابط للطائرات المروحية. موناكو لديها الميناء البحري الوحيد بينما باقي الدول غير ساحلية. يُسمح بالوصول من خارج منطقة شنغن في موناكو،  ولكن ليس في سان مارينو ومدينة الفاتيكان نظرًا لعدم وجود ضوابط حدودية.
موناكو هي جزء من المنطقة الجمركية للاتحاد الأوروبي من خلال اتفاقية مع فرنسا، وتدار كجزء من فرنسا. سان مارينو وأندورا في اتحاد جمركي مع الاتحاد. تقع ليختنشتاين، بصفتها عضوًا في المنطقة الاقتصادية الأوروبية، ضمن السوق الموحدة الأوروبية وتُطَبق بعض قوانين الاتحاد الأوروبي. جميع الدول الصغيرة هي أيضًا جزء من منظمات أخرى مثل مجلس أوروبا (باستثناء مدينة الفاتيكان) ومنظمة الأمن والتعاون في أوروبا.
أعربت أندورا وموناكو وسان مارينو عن رغبتها في تعميق العلاقات مع الاتحاد الأوروبي. كانت سان مارينو قد فكرت في الانضمام إلى المنطقة الاقتصادية الأوروبية في الماضي،  وأجرت استفتاء على تقديم طلب لعضوية الاتحاد الأوروبي، والذي وافق عليه ناخبوها. ومع ذلك، لم يتم الإدلاء بعدد كافٍ من الأصوات لاعتبار النتيجة صالحة.

## مستقبل العلاقات
في نوفمبر 2012، بعد أن دعا مجلس الاتحاد الأوروبي إلى تقييم علاقات الاتحاد الأوروبي مع هذه الدول الصغيرة، والتي وصفها بأنها «مجزأة»،  نشرت المفوضية الأوروبية تقريرًا يحدد الخيارات لمزيد من اندماجهم في الاتحاد الأوروبي. على عكس ليختنشتاين، العضو في المنطقة الاقتصادية الأوروبية عبر رابطة التجارة الحرة الأوروبية (EFTA) واتفاقية شنغن، تستند العلاقات مع هذه الدول الثلاث إلى مجموعة من الاتفاقيات التي تغطي قضايا محددة. فحص التقرير أربعة بدائل للوضع الحالي:
1) نهج قطاعي مع اتفاقيات منفصلة مع كل دولة تغطي منطقة سياسة كاملة.
2) اتفاقية شراكة إطارية شاملة ومتعددة الأطراف (FAA) مع الدول الثلاث.
3) عضوية المنطقة الاقتصادية الأوروبية.
4) عضوية الاتحاد الأوروبي.
جادلت المفوضية بأن النهج القطاعي لم يعالج القضايا الرئيسية وكان لا يزال معقدًا بلا داعٍ، بينما تم رفض عضوية الاتحاد الأوروبي في المستقبل القريب لأن «مؤسسات الاتحاد الأوروبي غير مهيأة حاليًا لانضمام مثل هذه البلدان الصغيرة الحجم». وجدت المفوضية أن الخيارات المتبقية، عضوية المنطقة الاقتصادية الأوروبية واتفاقية شراكة إطارية مع الدول، قابلة للتطبيق وأوصت بها. واستجابة لذلك، طلب المجلس استمرار المفاوضات مع الدول الصغيرة الثلاث بشأن المزيد من التكامل، وإعداد تقرير بحلول نهاية عام 2013 يوضح بالتفصيل الآثار المترتبة على الخيارين الصالحين وتوصيات بشأن كيفية المضي قدمًا.
نظرًا لأن عضوية المنطقة الاقتصادية الأوروبية مفتوحة حاليًا فقط لأعضاء الرابطة الأوروبية للتجارة الحرة أو الاتحاد الأوروبي، فإن موافقة الدول الأعضاء الموجودة في الرابطة الأوروبية للتجارة الحرة مطلوبة حتى تنضم الدول الصغرى إلى المنطقة الاقتصادية الأوروبية دون أن تصبح أعضاء في الاتحاد الأوروبي. في عام 2011، قال يوناس غار ستوره، وزير خارجية النرويج آنذاك، وهي دولة عضو في الرابطة الأوروبية للتجارة الحرة، إن عضوية الرابطة الأوروبية للتجارة الحرة / المنطقة الاقتصادية الأوروبية للدول الصغرى لم تكن الآلية المناسبة لإدماجها في السوق الداخلية بسبب متطلباتها المختلفة عن الدول الكبيرة مثل النرويج، واقترح أن يكون الارتباط المبسط أكثر ملاءمة لهم. رد إسبن بارث إيدي، خليفة ستوره، على تقرير اللجنة في أواخر عام 2012 بالتساؤل عما إذا كانت الدول الصغرى لديها قدرات إدارية كافية للوفاء بالتزامات عضوية المنطقة الاقتصادية الأوروبية. ومع ذلك، ذكر أن النرويج منفتحة على إمكانية عضوية رابطة التجارة الحرة الأوروبية للدول الصغيرة إذا قررت تقديم طلب، وأن الدولة لم تتخذ قرارًا نهائيًا بشأن هذه المسألة. قال باسكال شافهاوزر، مستشار بعثة ليختنشتاين لدى الاتحاد الأوروبي، إن ليختنشتاين، وهي دولة أخرى عضو في الرابطة الأوروبية للتجارة الحرة، مستعدة لمناقشة عضوية المنطقة الاقتصادية الأوروبية للدول الصغرى بشرط ألا يؤدي انضمامها إلى إعاقة عمل المنظمة. ومع ذلك، اقترح أن يتم النظر في خيار العضوية المباشرة في المنطقة الاقتصادية الأوروبية للدول الصغرى، خارج كل من الرابطة الأوروبية للتجارة الحرة والاتحاد الأوروبي.
في 18 نوفمبر 2013، نشرت مفوضية الاتحاد الأوروبي تقريرها الذي خلص إلى أن «مشاركة البلدان الصغيرة الحجم في المنطقة الاقتصادية الأوروبية لا يعتبر خيارًا قابلاً للتطبيق في الوقت الحالي لأسباب سياسية ومؤسسية»، ولكن اتفاقيات الشراكة كانت بمثابة آلية أكثر جدوى لدمج الدول الصغرى في السوق الداخلية، ويفضل أن يكون ذلك من خلال اتفاقية واحدة متعددة الأطراف مع الدول الثلاث. في ديسمبر 2014 وافق مجلس الاتحاد الأوروبي على إطلاق مفاوضات مع أندورا وموناكو وسان مارينو بشأن مثل هذا الاتفاق،  وبدأت في مارس 2015. قال سفير أندورا في إسبانيا خاومي غايتان إنه يأمل أن تتضمن الاتفاقية أحكامًا لجعل الدول أعضاء منتسبين في اتفاقية شنغن. في يناير 2016، صرح وزير خارجية أندورا جيلبرت سابويا أنه يعتقد أنه يمكن توقيع الاتفاقية بحلول عام 2018.

## ملخص

### العلاقات
- علاقات أندورا والاتحاد الأوروبي الثنائية
- علاقات ليختنشتاين والاتحاد الأوروبي الثنائية
- علاقات موناكو والاتحاد الأوروبي الثنائية
- علاقات سان مارينو والاتحاد الأوروبي الثنائية
- علاقات الكرسي الرسولي والاتحاد الأوروبي الثنائية

### مقارنة
يقدم هذا الجدول مقارنة بين الإحصائيات الرئيسية للدول الصغرى وأصغر الدول الأعضاء في الاتحاد الأوروبي.
| الدولة     | العلاقة                      | السكان  | المساحة (كم2) | الناتج المحلي الإجمالي | معامل جيني |
| ---------- | ---------------------------- | ------- | ------------- | ---------------------- | ---------- |
| أندورا     | الاتفاقيات                   | 85,458  | 467           | 4.510 مليار دولار      | 0.845      |
| ليختنشتاين | المنطقة الاقتصادية الأوروبية | 37,340  | 160           | 5.155 مليار دولار      | 0.908      |
| لوكسمبورغ  | الاتحاد الأوروبي             | 562,958 | 2586          | 57.9 مليار دولار       | 0.892      |
| مالطا      | الاتحاد الأوروبي             | 445,426 | 316           | 10.582 مليار دولار     | 0.839      |
| موناكو     | الاتفاقيات                   | 37,800  | 2             | 5.424 مليار دولار      | غير متوفر  |
| سان مارينو | الاتفاقيات                   | 32,576  | 61            | 1.44 مليار دولار       | غير متوفر  |
| الفاتيكان  | الاتفاقيات                   | 842     | 0.44          | غير متوفر              | غير متوفر  |